# 石花酒
石花酒是湖北省襄陽市穀城縣石花镇出产的一类白酒，源于江西盐商黄兴廷在清朝同治九年开的“黄公顺酒馆”，1953年当局合并四家酒坊成立酒厂后所产石花大曲曾遍受欢迎，至1980年代末为中国第二大清香型白酒生产厂家，时有“北有杏花，南有石花”之说。石花酒是集浓香型、酱香型和清香型一体的兼香型白酒。